# Gnojno (województwo lubelskie)
Gnojno – wieś w Polsce, położona w województwie lubelskim, w powiecie bialskim, w gminie Konstantynów.
W latach 1975–1998 miejscowość administracyjnie należała do województwa bialskopodlaskiego.
Wieś jest sołectwem w gminie Konstantynów. Według Narodowego Spisu Powszechnego z roku 2011 wieś liczyła 131 mieszkańców.

## Części wsi
| SIMC    | Nazwa    | Rodzaj    |
| ------- | -------- | --------- |
| 1021961 | Podgórze | część wsi |

## O wsi
Gnojno jest najdalej na północ wysuniętą wsią województwa lubelskiego. Położona jest niedaleko przełomu Bugu, naprzeciw Niemirowa, do którego można dotrzeć promem rzecznym. Jest to ostatnia przeprawa promem na Bugu przed granicą białoruską (najbliższy most kolejowy znajduje się we Fronołowie, a drogowy w Kózkach, odległych o ponad 25 km). Odcinek ten stanowi bardzo krótką granicę pomiędzy województwami lubelskim i podlaskim. Gnojno ma lokalne znaczenie turystyczne. Są tu pola namiotowe i biwakowe, schron turystyczny oraz punkt widokowy u szczytu kilkunastometrowej skarpy podmywanej przez Bug. W okolicy kręcono zdjęcia do filmu Nad Niemnem i Diabły, diabły.

## Zabytki
W Gnojnie znajduje się zabytkowy kościół św. Antoniego, wzniesiony w latach 1880–1883 jako prawosławna cerkiew św. Paraskiewy. Obiekt przejęty został przez Kościół rzymskokatolicki po wysiedleniu prawosławnej ludności ukraińskiej w 1947.
We wsi znajduje się również zaniedbany cmentarz prawosławny z nagrobkami z XIX w.

## Związani z Gnojnem
- Wacław Kowalski – polski aktor filmowy i teatralny znany z postaci Kazimierza Pawlaka, którą zagrał w filmie Sami swoi. Aktor wychowywał się w Gnojnie po powrocie z Rosji, dokąd cała jego rodzina została ewakuowana w ramach bieżeństwa tuż po wybuchu I wojny światowej.

## Galeria

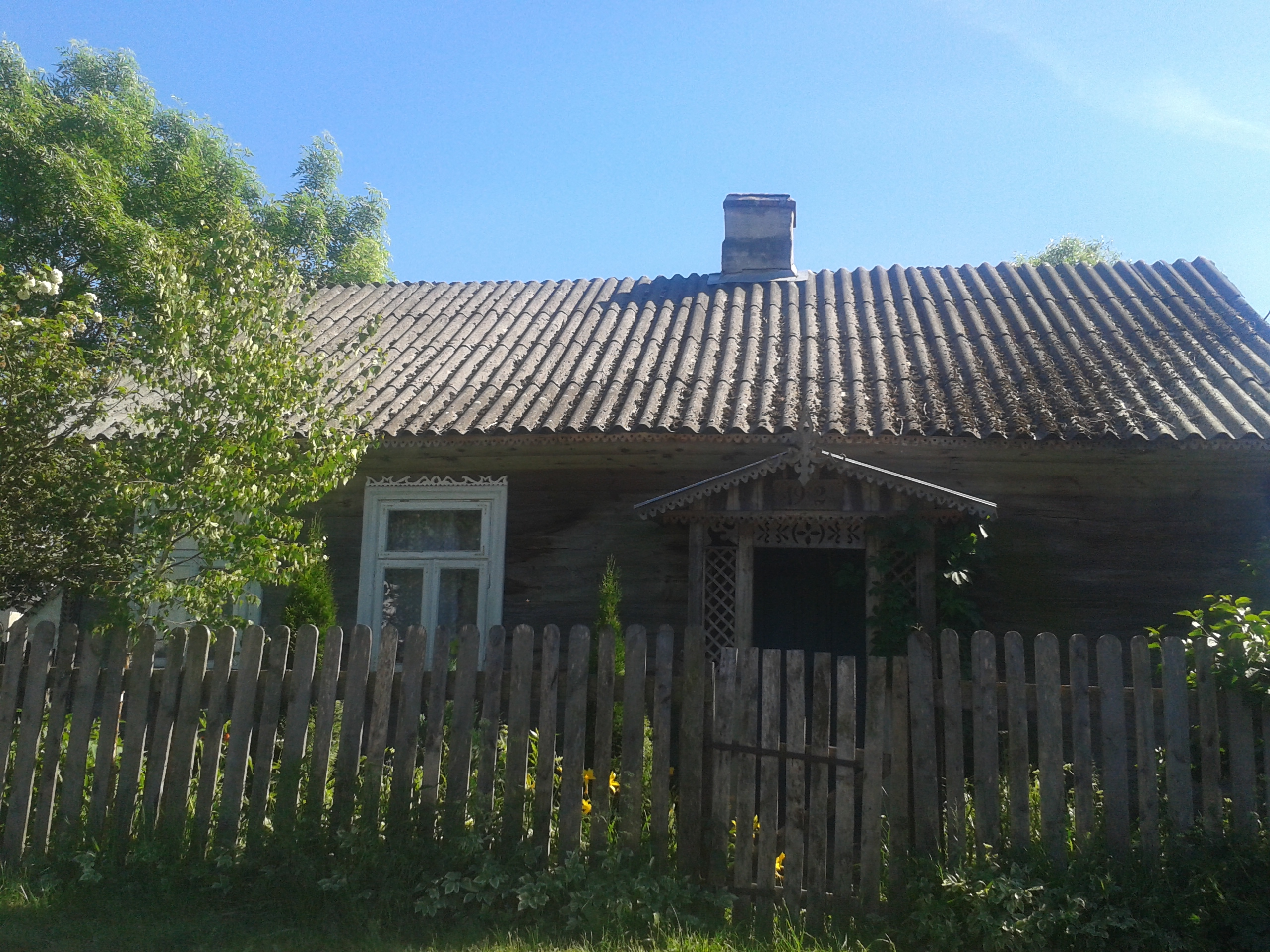
Drewniany budynek z ludowym detalem zdobniczym
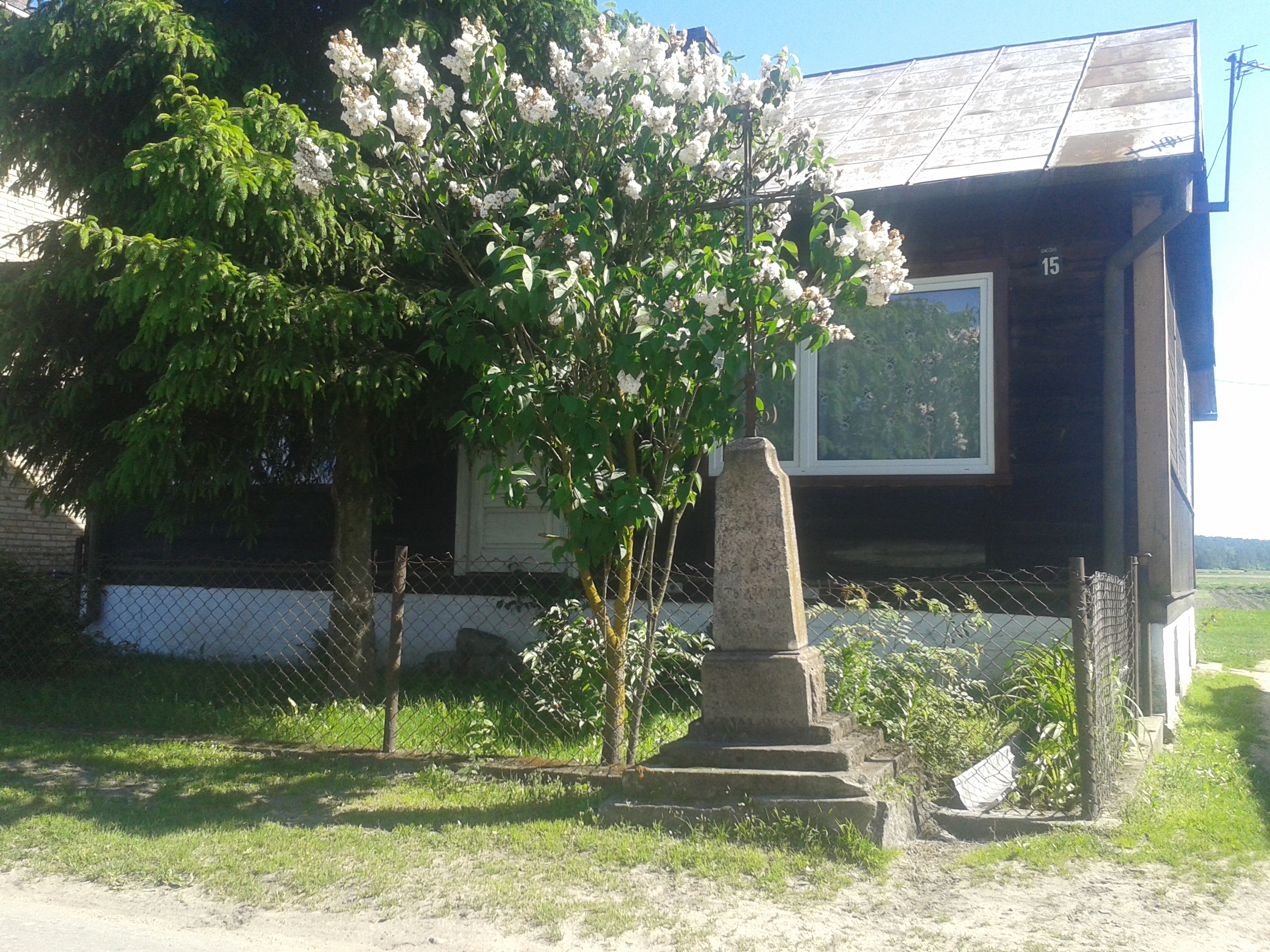
Krzyż z inskrypcją cerkiewnosłowiańską (k. XIX w./pocz. XX w.)
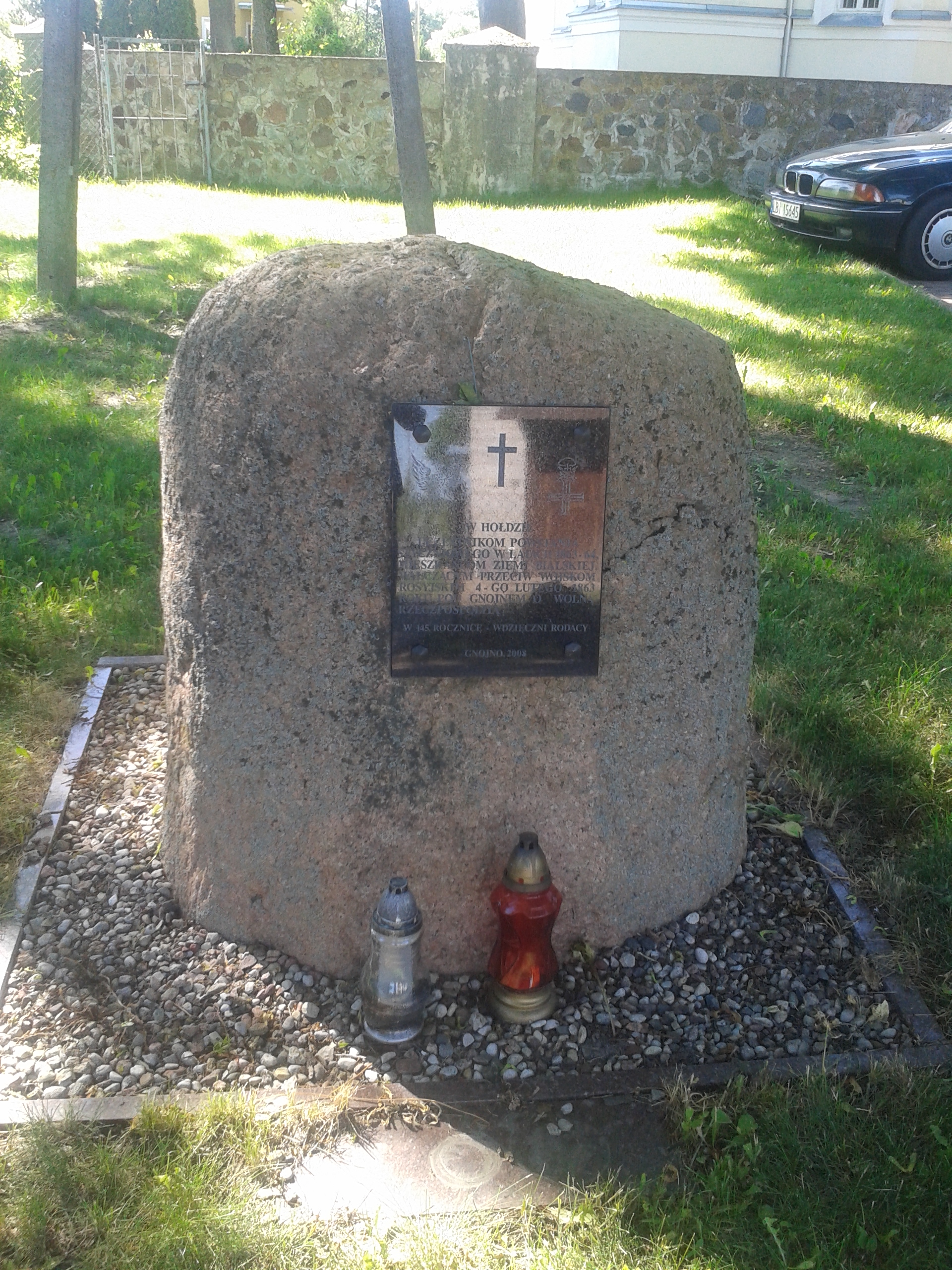
Pomnik bitwy pod Gnojnem w powstaniu styczniowym
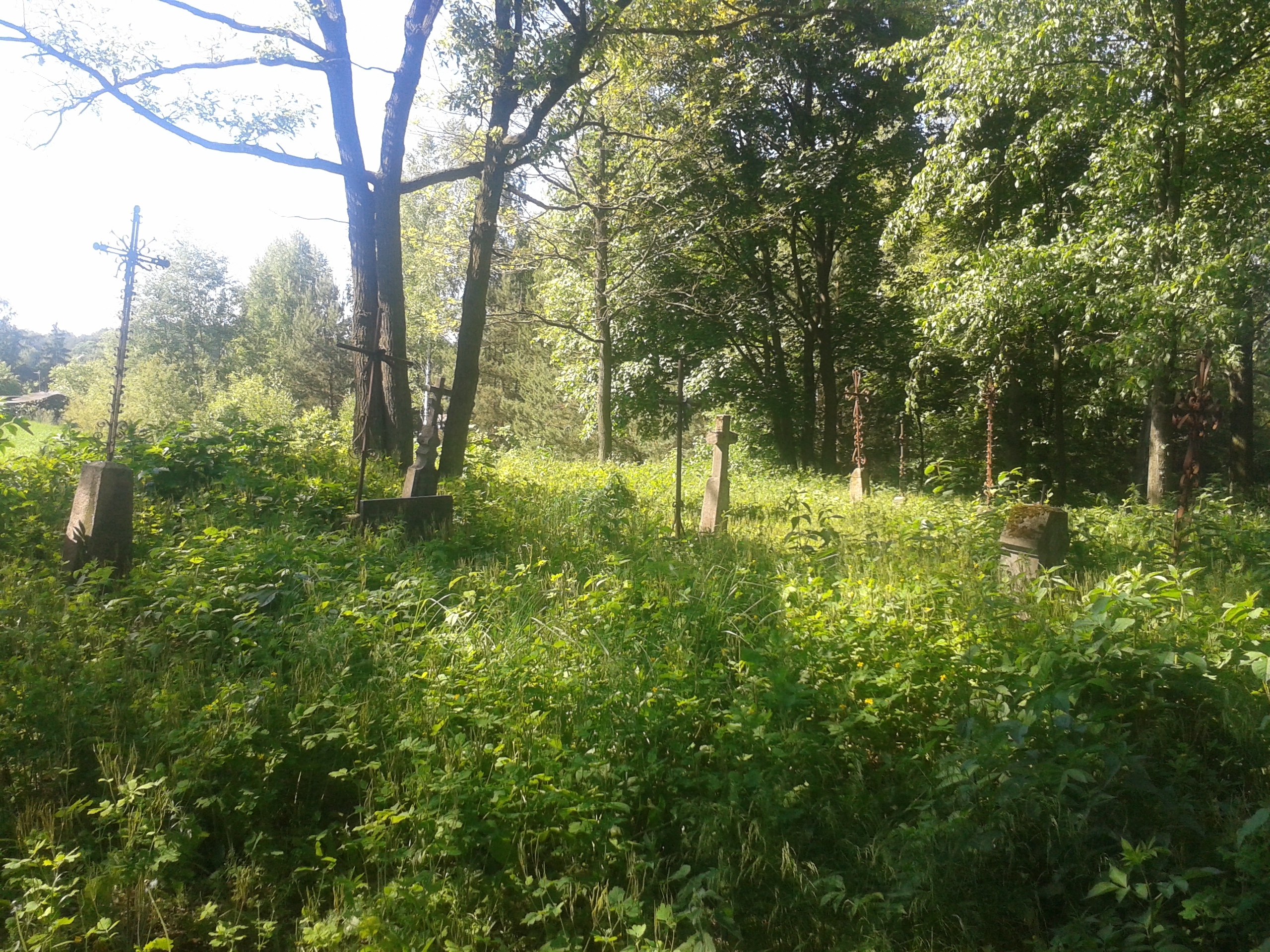
Cmentarz prawosławny
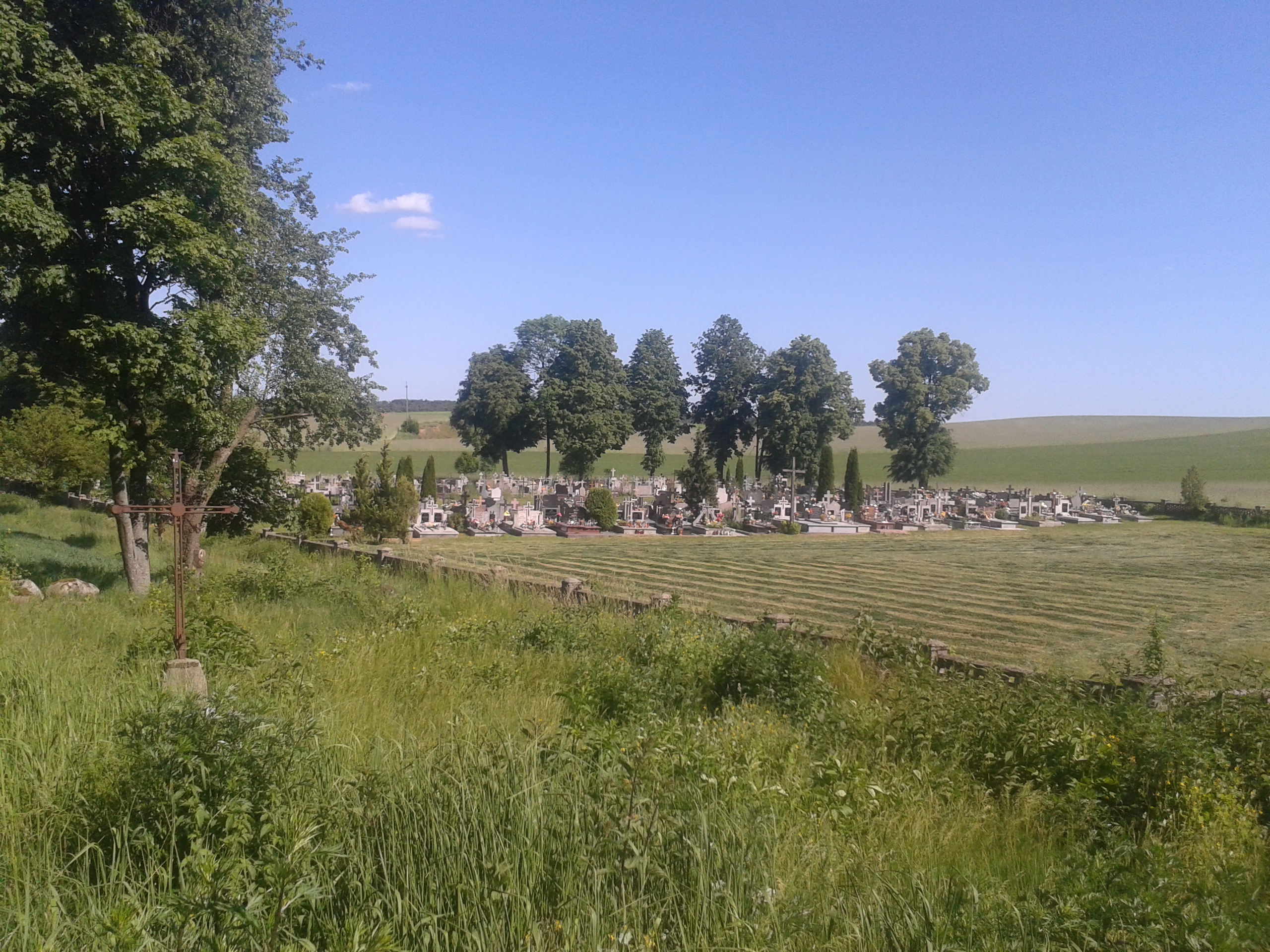
Cmentarz rzymskokatolicki
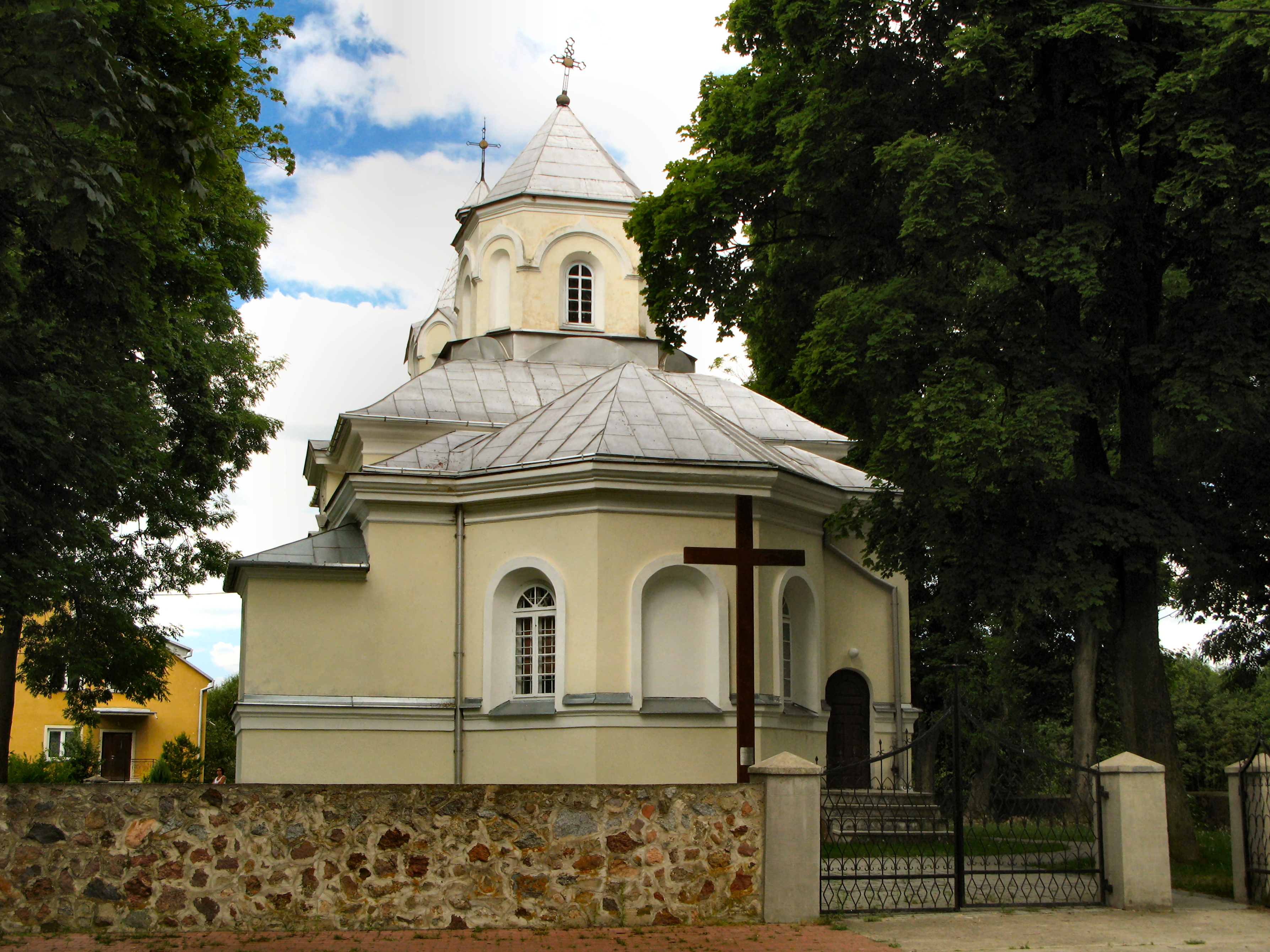
Dawna cerkiew, ob. kościół rzym.-kat. pw. św. Antoniego Padewskiego